# Педвэй

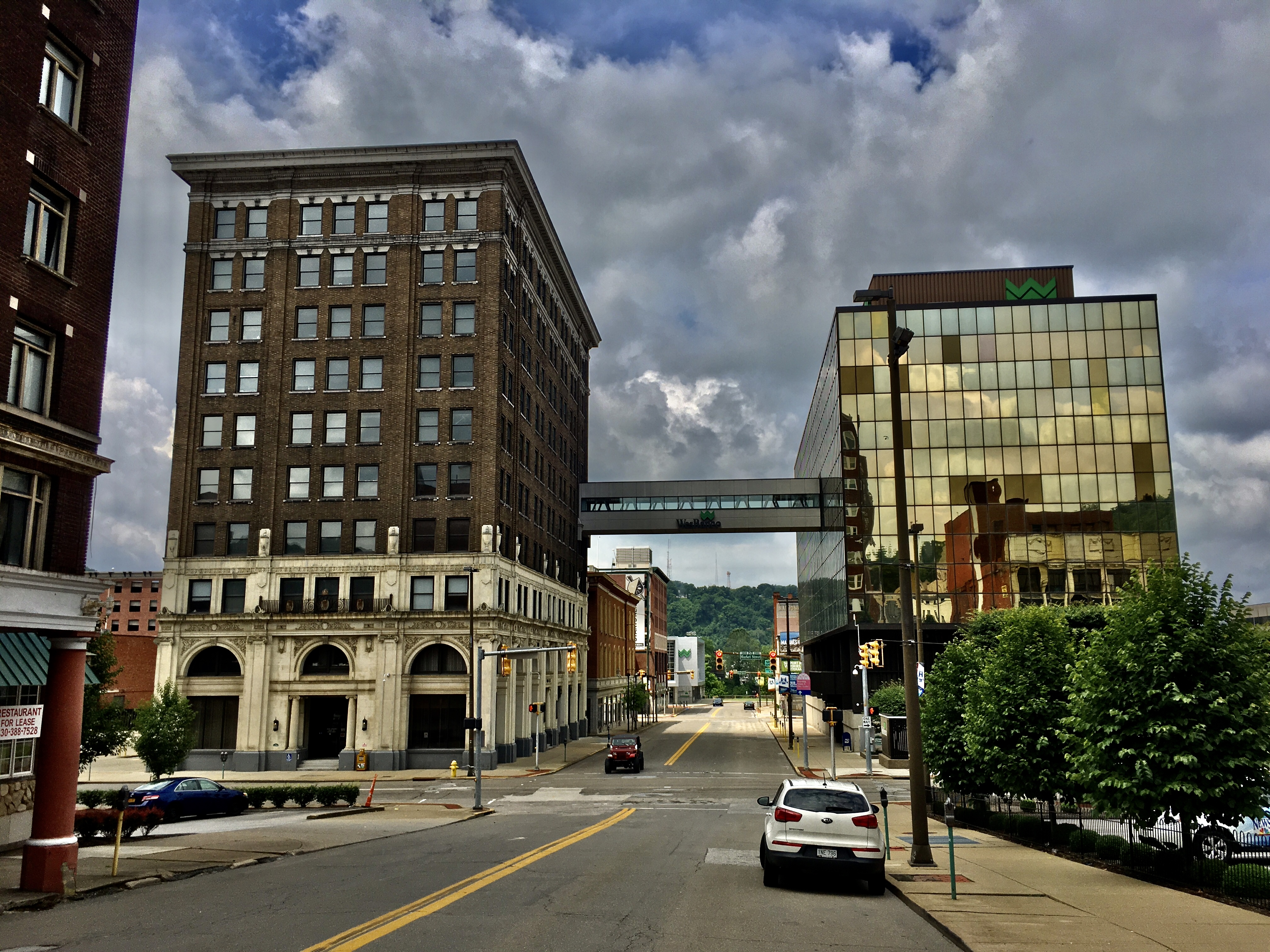
Переход между зданиями в городе Уилинг

Педвэ́й (англ. pedway, от pedestrian way system с англ. — «система пешеходных путей») — надземные (англ. skyway) или подземные (англ. underground) пешеходные переходы, связывающие небоскрёбы (и прочие здания) между собой и с улицей. 
Они обеспечивают быстрое и комфортабельное перемещение пешеходов от здания к зданию вдали от уличного движения и плохой погоды. Особенно распространены педвэи в городах Канады (в частности, там находятся две самые большие в мире системы подземных пешеходных путей, Подземный город в Монреале и PATH в Торонто, каждая из которых содержит около 30 км путей), а также есть в городах США и Юго-Восточной Азии.

## Галерея

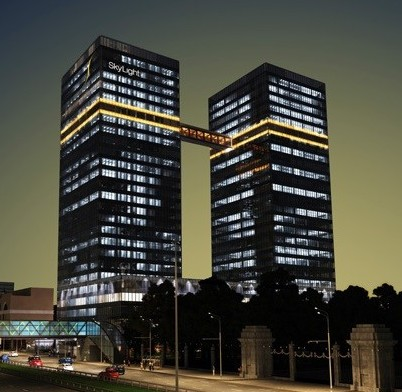
Пэдвей на уровне 22-го этажа между двумя небоскрёбами бизнес-центра Skylight, Москва
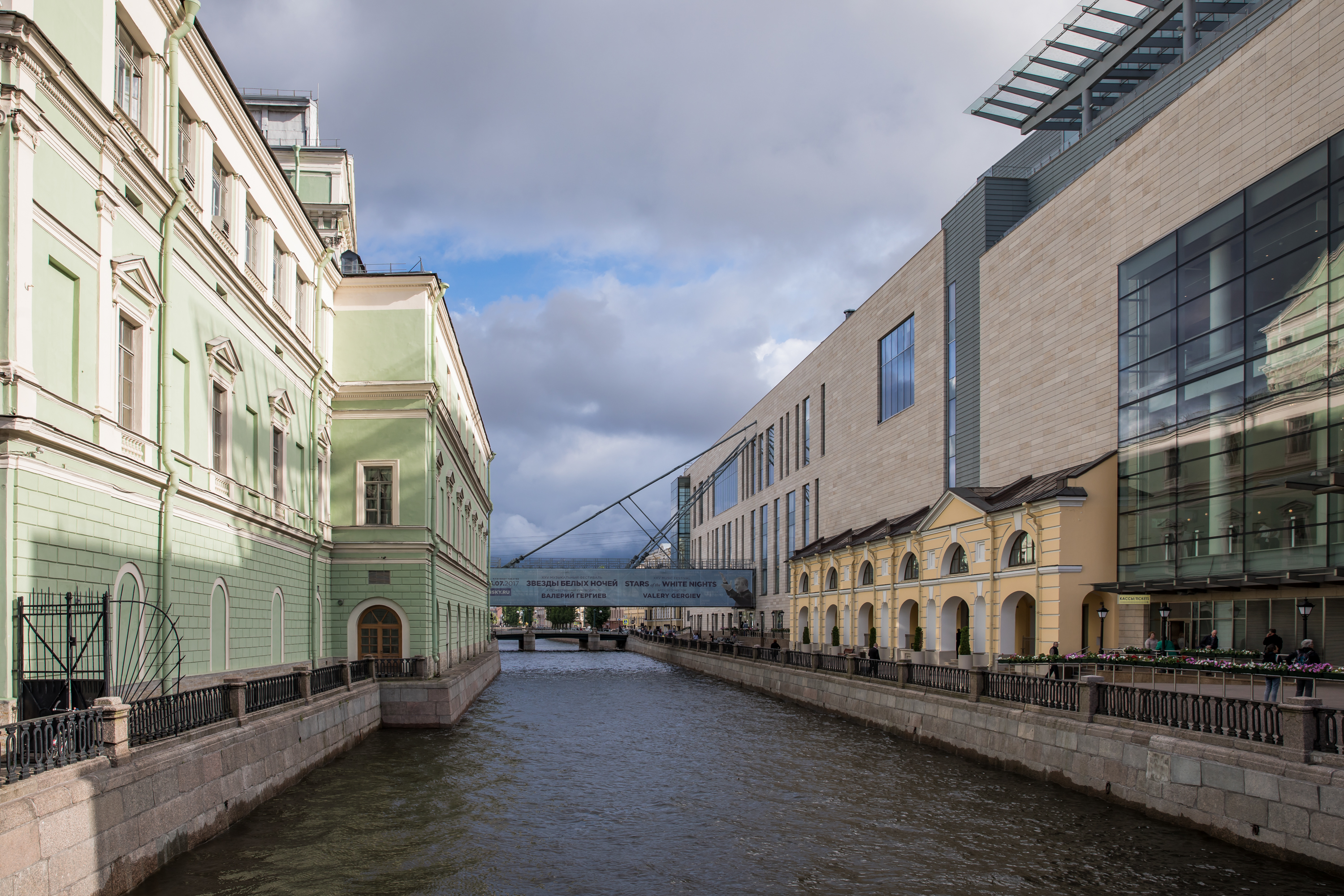
Пэдвей между зданиями основной сцены и 2-й сцены Мариинского театра над Крюковым каналом, Санкт-Петербург
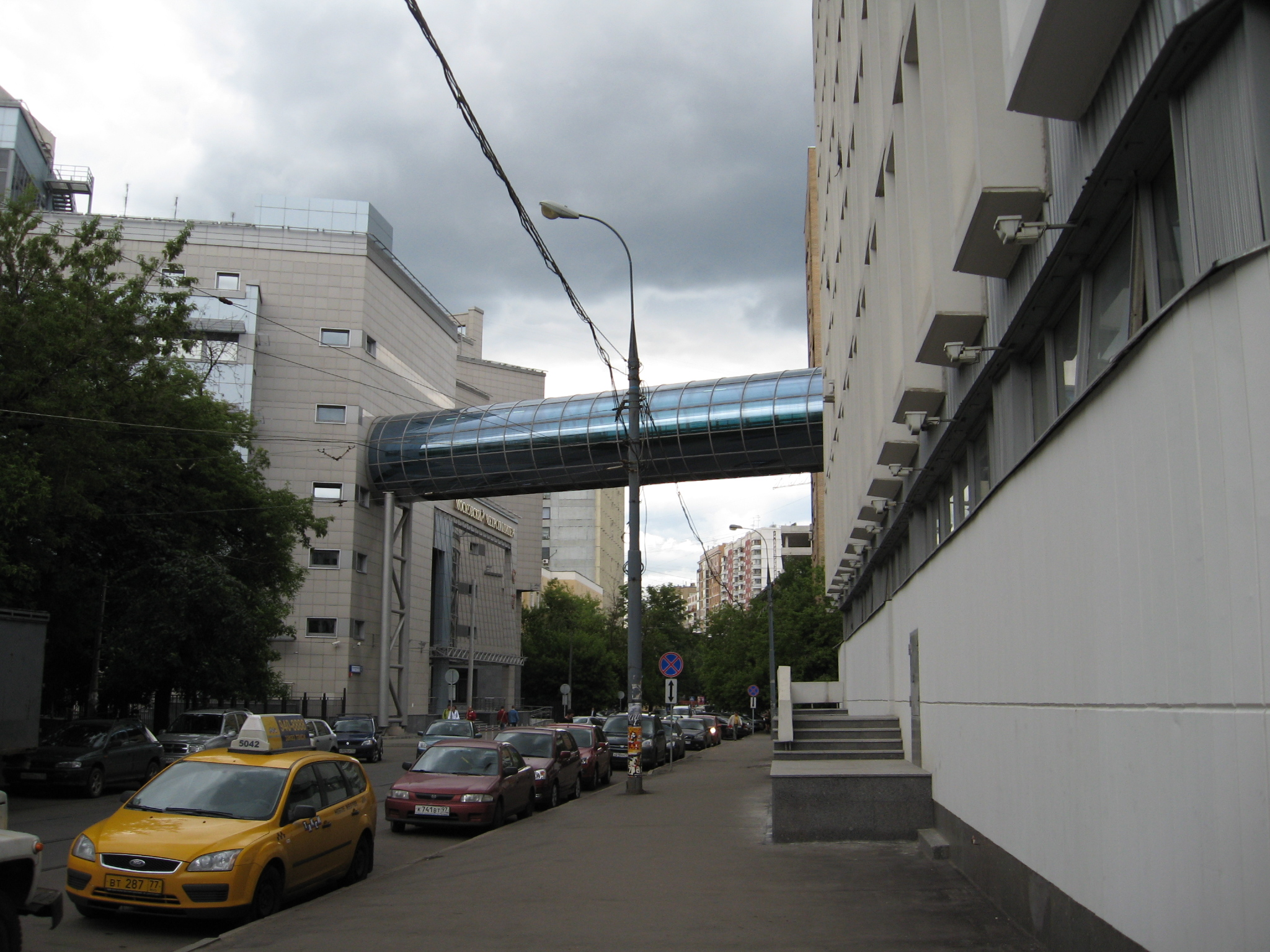
Стеклянный пэдвей между зданиями офисов Московского метрополитена над улицей Гиляровского, Москва
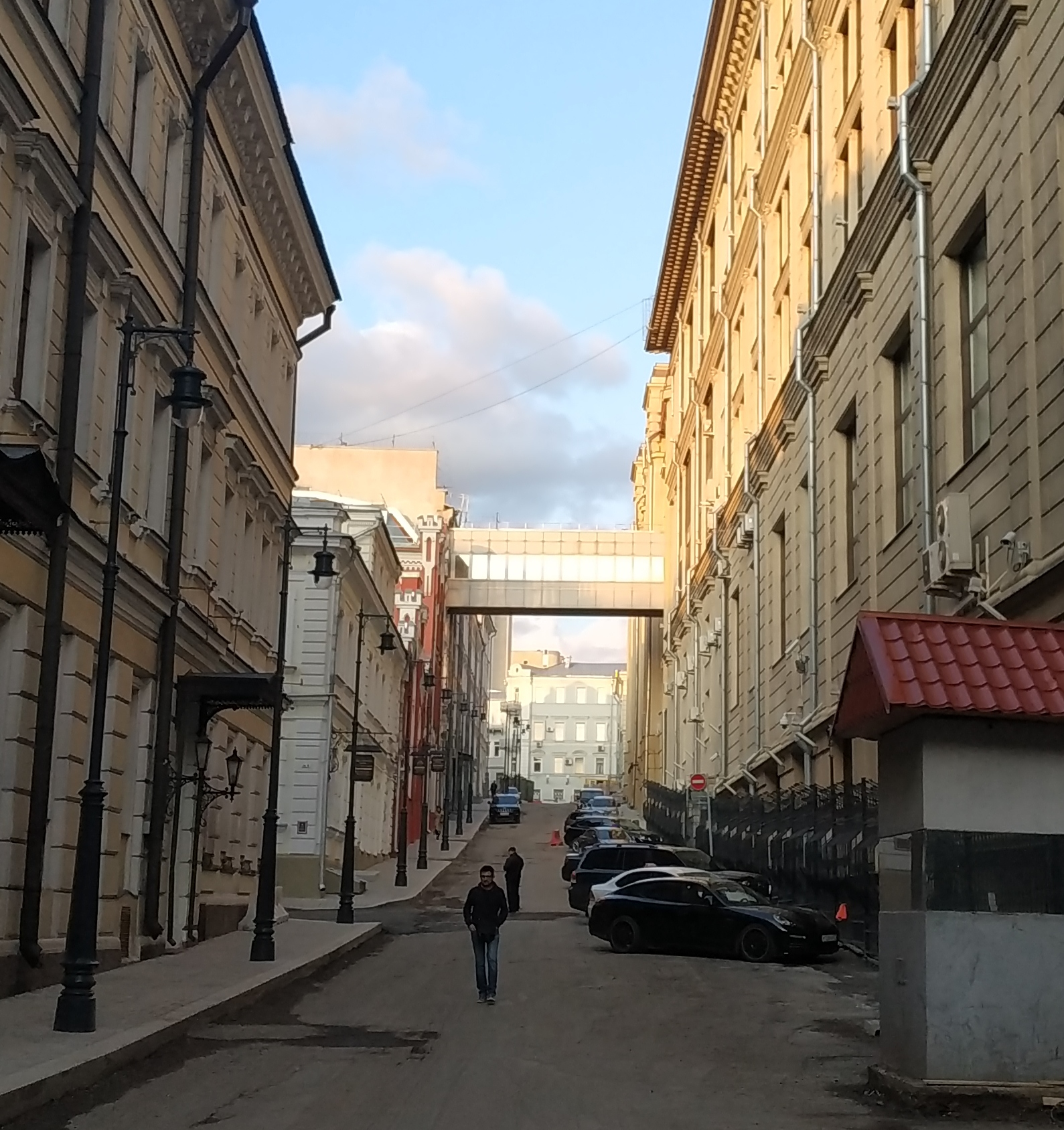
Стеклянный пэдвей над Сандуновским переулком между зданиями Центрального Банка РФ, Москва
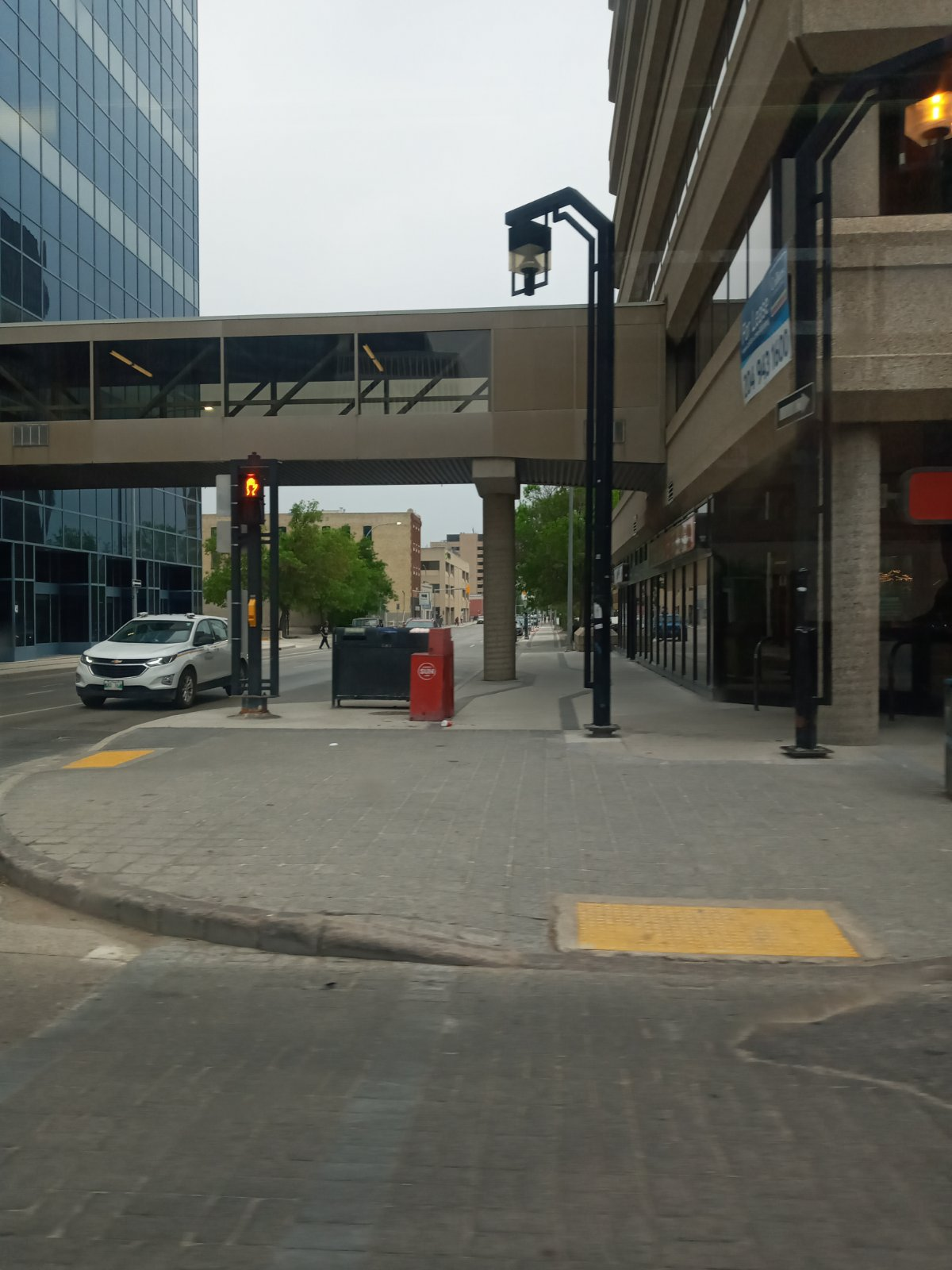
Педвэй над аллеей в центре Виннипега.